# Zdobycie Jerozolimy przez Babilończyków (587 p.n.e.)
Zdobycie Jerozolimy – zajęcie i zburzenie Jerozolimy w 587 roku p.n.e. przez wojska państwa nowobabilońskiego pod wodzą Nabuchodonozora II. W wyniku najazdu Nabuchodonozora II terytorium Judy wcielono do Babilonii.

## Okoliczności
W VII wieku p.n.e. w Judzie panowała dynastia Dawida, centralne sanktuarium zaś znajdowało się w Jerozolimie. Niebezpieczeństwo zewnętrzne groziło Judejczykom jedynie ze strony Egiptu oraz plemion zajordańskich. W latach 628–622 p.n.e. doszło do reform króla Jozjasza, w wyniku których jedynym miejscem kultu religijnego stała się Świątynia w Jerozolimie. Pozbyto się kultów pogańskich, wygnano obcych kapłanów i wróżbitów oraz w całej rozciągłości przywrócono ścisłe respektowanie prawa religijnego. Odnowienie religijne osłabło gdy w roku 609 p.n.e. w bitwie pod Meggido faraon Necho II pokonał i zabił Jozjasza.
Ostatecznie kres Królestwa Judy położyły najazdy króla babilońskiego Nabuchodonozora II. W roku 597 p.n.e. król babiloński po raz pierwszy szturmem zdobył Jerozolimę deportując kilka tysięcy mieszkańców, a król Judy, Sedecjasz, osadzony na tronie przez Nabuchodonozora w miejsce Jojakima, złożył przysięgę na wierność królom Babilonu. Zwycięstwa Egipcjan, którzy zdążyli zająć Gazę oraz skierowali się w stronę Tyru i Sydonu skłoniły Sedecjasza do buntu w roku 593 p.n.e.
W roku 587 p.n.e. król babiloński ponownie zdobył Jerozolimę oraz złupił, a następnie spalił Świątynię. Cała ludność Judy została deportowana do Babilonii. Okres ten nazywany jest okresem tzw. niewoli babilońskiej, który zakończył etap historii Izraela zwany okresem Pierwszej Świątyni.